# Adelodus rufipes
Adelodus rufipes là một loài ruồi trong họ Asilidae. Adelodus rufipes được Hermann miêu tả năm 1912. Loài này phân bố ở miền Australasia.